# Ahlem Gheribi
Ahlem Gheribi ou Ahlem Ghribi, née le 11 septembre 1959 à Tunis, est une nageuse tunisienne.

## Carrière
Ahlem Gheribi est médaillée d'argent du 100 mètres nage libre aux championnats d'Afrique 1974 au Caire. Elle obtient la médaille d'or du relais 4 x 100 mètres nage libre et la médaille de bronze du 200 mètres nage libre et du 100 mètres dos aux championnats d'Afrique 1977 à Tunis. Elle est médaillée d'or du 200 mètres dos et médaillée d'argent du 100 mètres dos aux Jeux africains de 1978 à Alger.